# جورج باتلر (كاتب)
جورج باتلر (بالإنجليزية: George Butler)‏ هو كاتب سيناريو ومصور بريطاني، ولد في 1943.

## وصلات خارجية
- جورج باتلر على موقع IMDb (الإنجليزية)
- جورج باتلر على موقع ألو سيني (الفرنسية)
- جورج باتلر على موقع أول موفي (الإنجليزية)
- جورج باتلر على موقع قاعدة بيانات الأفلام السويدية (السويدية)
- جورج باتلر على موقع قاعدة بيانات الفيلم (الإنجليزية)
- جورج باتلر على موقع كينوبويسك (الروسية)